# زهية بن عروس
زهية بن عروس مذيعة وصحفية تلفزيونية جزائري، وُلدت في 10 جوان 1958م من عائلة بسيطة في مدينة المسيلة.

## مسيراتها الدراسية
كانت دراستها في الجزائر العاصمة ابتدائية يوغرطة، ثم متوسطة عمر راسم، وبعدها تحصلت على شهادة البكالوريا، فشهادة الليسانس بجامعة الجزائر في العلوم الاجتماعية.

## مسيرتها المهنية
إلتحقت بالتلفزة الوطنية سنة 1980 وكانت سيدة النشرة الثامنة باللغة العربية، إلى غاية سنة 1997.

## مسيرتها السياسية
دخلت عالم السياسة خلال الانتخابات التشريعية لسنة 1997، انضمت إلى حزب التجمع الوطني الديمقراطي، نائب في التشريعيات حيث نالت معقدًا في البرلمان، لم يدم هذا المنصب إلا أسبوعين حيث استلمت حقيبة كاتب الدولة لدى وزير الاتصال المكلف بالثقافة، في حكومة أويحيى الثانية.
وكانت لها مشاركة فعالة في الحركة الجمعوية والنشاطات السياسية، وفي سنة 2005 استدعيت من طرف رئاسة الجمهورية، حيث عينها الرئيس عبد العزيز بوتفليقة في الثلث الرئاسي لمجلس الأمة، لتصبح عضو فيه.
رفضت زهية بن عروس عرضا للزواج من معمر القذافي، ولم تصرح بذلك إلا مؤخرا.
وفي 8 فبراير 2020، انضمت بشكل رسمي لحزب جبهة الحكم الراشد، في منصب الناطقة الرسمية للحزب.